# Dervorguilla de Galloway

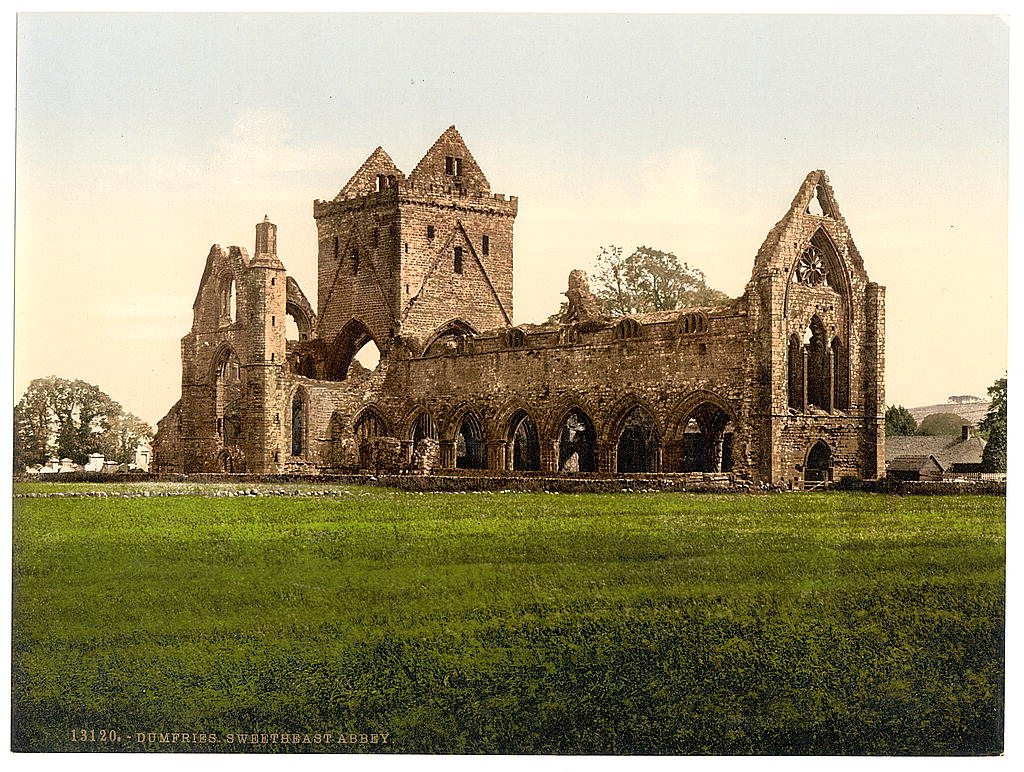
Sweetheart Abbey, Galloway

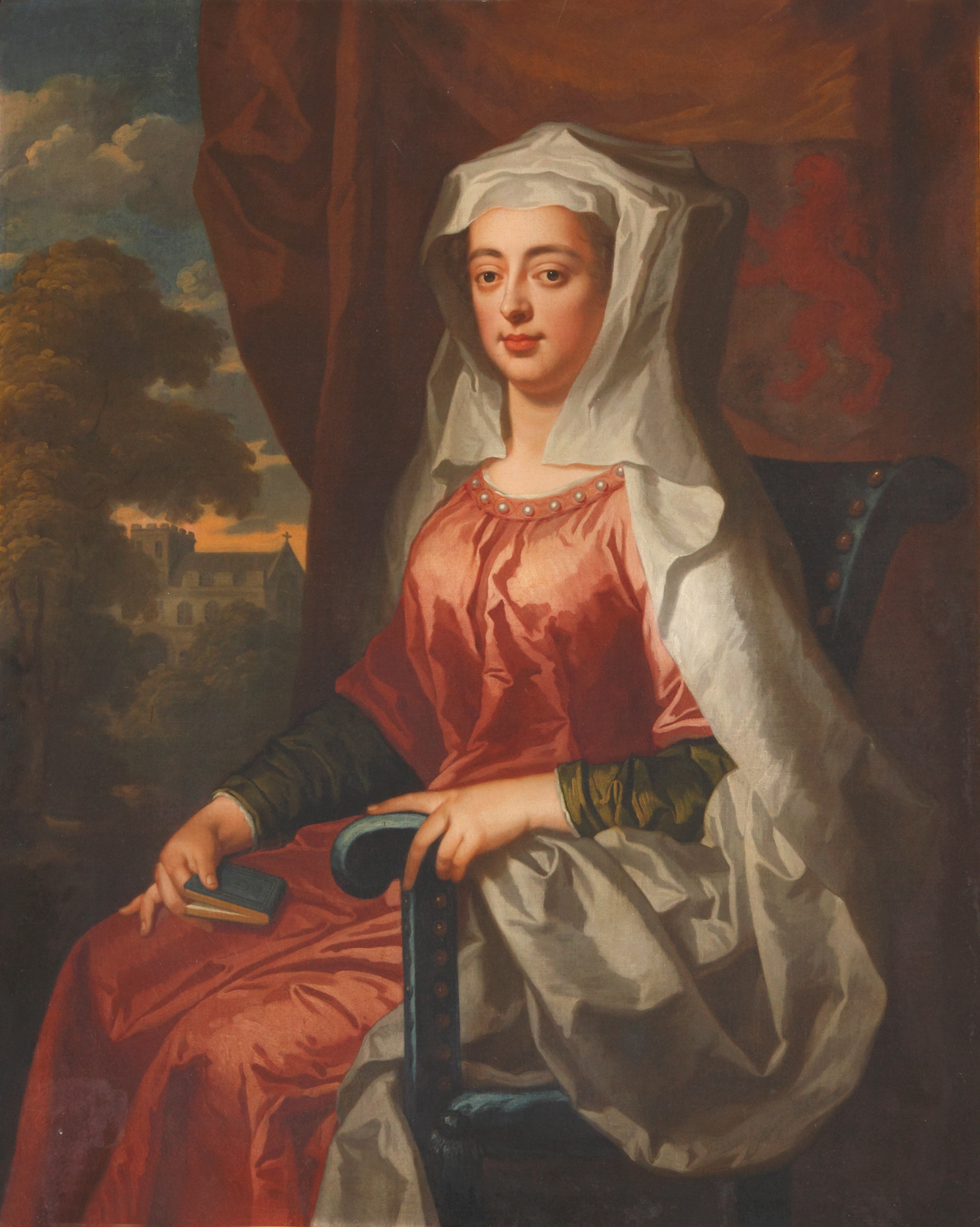
Dervorguilla De Galloway, Señora de Balliol por Wilhelm Sonmans

Dervorguilla de Galloway (c. 1210 – 28 de enero de 1290) fue una 'señora de sustancia' en la Escocia del siglo XIII, esposa desde 1223 de Juan I de Balliol, V Lord Balliol, y madre de Juan I, futuro rey de Escocia.
El nombre Dervorguilla o Devorgilla es una latinización del gaélico Dearbhfhorghaill (ortografías alternativas, Derborgaill o Dearbhorghil).

## Familia
Dervorguilla era una de las tres hijas y herederas del príncipe gaélico Alan, Señor de Galloway. Nació de su segunda mujer Margaret de Huntingdon, primogénita de David, Conde de Huntingdon y Matilda (o Maud) de Chester. David era, a su vez, el hermano más joven de dos Reyes de Escocia, Malcolm IV y William el León. Así, a través de su madre, Dervorguilla descendía de los Reyes de Escocia, incluyendo a David I.
El padre de Dervorguilla murió en 1234 sin descendiente varón legítimo (tenía un hijo ilegítimo, Thomas). Según, tanto la ley feudal anglonormanda como la costumbre gaélica, Dervorguilla era una de sus herederas, siendo sus hermanas Helen y Christina mayores y por tanto sénior. Debido a esto, Dervorguilla legó tierras en Galloway a sus descendientes, los Balliol y los Comyns. El hijo de Dervorguilla, Juan fue Rey de Escocia por un breve tiempo, siendo conocido como Toom Tabard (Scots: 'rey títere' literalmente "abrigo vacío").

## Vida
La familia Balliol, en la que Devorguilla entró por matrimonio, tenía su base en Barnard Castle en Durham, Inglaterra. A pesar de que la fecha de su nacimiento es incierta, su edad aparente de 13 no era de ninguna manera inusualmente temprana para el compromiso y el matrimonio en la época.
En 1263, su marido, Sir John fue requerido para hacer penitencia después de una disputa de tierras con Walter Kirkham, Obispo de Durham. Parte de esta penitencia se realizó mediante la muy cara fundación de un Colegio para los pobres en la Universidad de Oxford. Las finanzas de Sir John eran mucho menos boyantes que las de su mujer y mucho después de su muerte, correspondió a Devorguilla confirmar la fundación, con la bendición del mismo Obispo así como de la jerarquía Universitaria. Estableció una dotación permanente para el Colegio en 1282, así como sus primeros Estatutos formales. El colegio aún lleva el nombre de Balliol Universidad, donde la sociedad de alumnos de historia se llama Sociedad Devorguilla y una serie de seminarios anuales que presentan a las mujeres en los estudios académicos recibe el nombre de Dervorguilla Seminar Series.
Devorguilla fundó una abadía Cisterciense a 7 millas al sur de Dumfries en Galloway Escocia, en abril de 1273. Todavía se mantiene en pie una pintoresca ruina en arenisca roja. Se cree que también fue responsable del establecimiento de la primera biblioteca en Dundee.

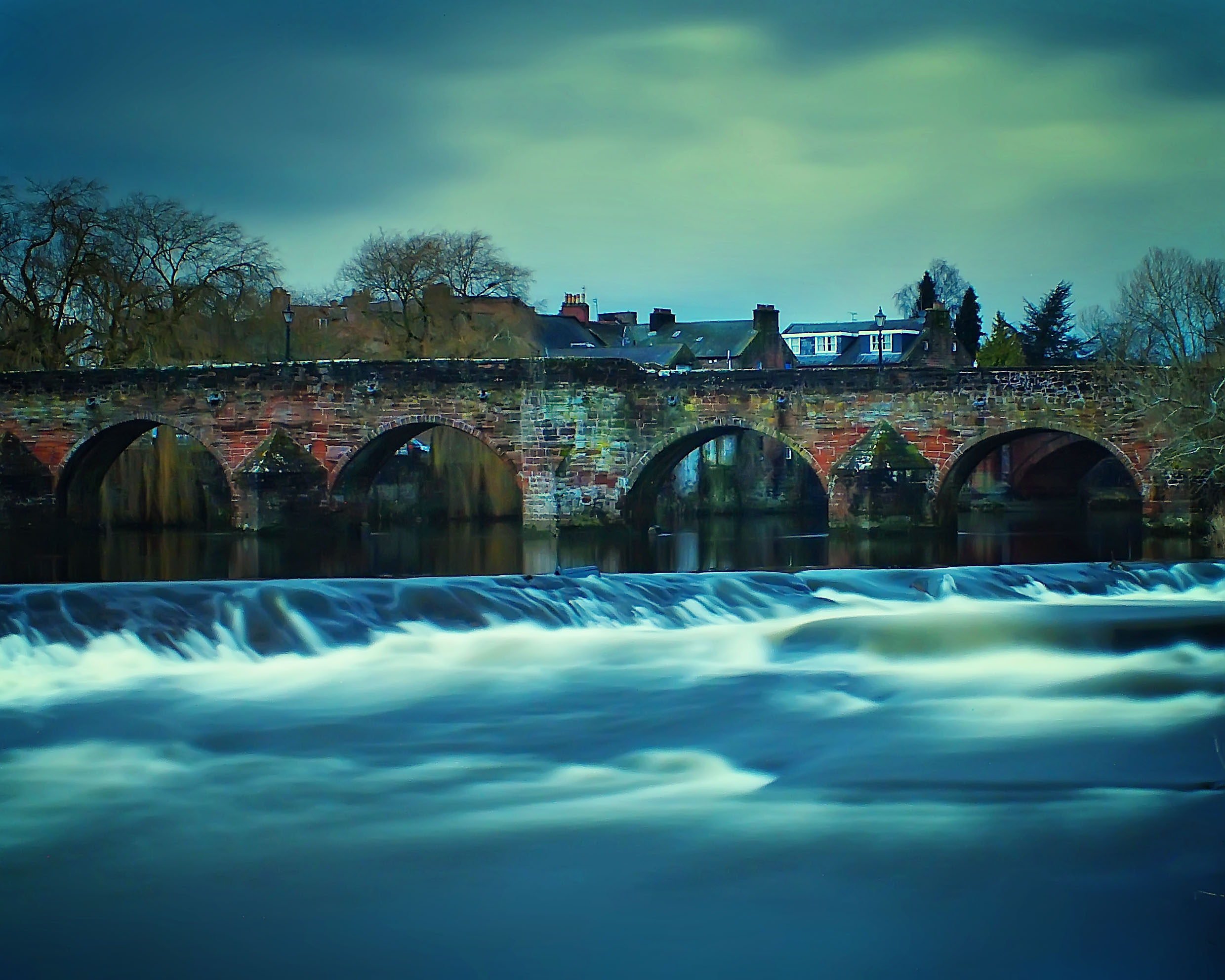
Devorgilla Puente, Dumfries

Cuando Sir John murió en 1269, Dervorguilla hizo embalsamar su corazón y lo guardó en una arqueta del marfil adornada con plata. La arqueta viajó con ella el resto de su vida. En 1274–5 John de Folkesworth inició un pleito contra Devorguilla y otros acerca de una tenería en Stibbington, Northamptonshire. En 1275–6 Robert de Ferrers inició otro pleito, referente a unas propiedades en Repton, Derbyshire. En 1280, los ejecutores del testamento de Sir John de Balliol, incluyendo a Devorguilla, demandaron a Alan Fitz Count acerca de una deuda de £100. En 1280 entregó cartas de representación a Thomas de Hunsingore y otro en Inglaterra, permaneciendo ella en Galloway. El mismo año Devorguilla, Margaret de Ferrers, Condesa de Derby, Ellen, viuda de Alan la Zouche, y Alexander Comyn, Conde de Buchan, y Elizabeth su mujer demandaron a Roger de Clifford e Isabel su mujer y Roger de Leybourne y Idoine su mujer con respecto a los manors de Wyntone, King's Meaburn, Appleby, y Brough-under-Stainmore, y una parte del manor de Kyrkby-Stephan, todo en Westmorland. Ese mismo año Devorguilla demandó a John de Veer por una deuda de £24. En 1280–1 Laurence Duket inició otro pleito contra Devorguilla y otros por una linde destruida en Cotingham, Middlesex. En 1288 obtuvo un acuerdo con John, Abad de Ramsey, con respecto a una pesquería en Ellington.
En sus últimos años, la línea principal de la Casa Real de Escocia se vio amenazada por la falta de herederos varones, y Devorguilla, que murió justo antes de la joven heredera Margarita, la Doncella de Noruega, podría, de haber sobrevivido, haber sido una de las candidatas al trono. Devorguilla fue enterrada junto a su marido en la Abadía Nueva, que fue bautizada como Sweetheart Abbey, el nombrar que mantiene hasta hoy. Las depreciaciones padecidas por la Abadía en periodos siguientes ha causado la pérdida de ambas tumbas.Un replica puede contemplarse en el transepto sur.

## Sucesores
Dervorguilla y John de Balliol tuvieron descendencia:
- Sir Hugh de Balliol, que murió sin descendencia antes del 10 de abril de 1271.[2]
- Alan de Balliol, sin descendencia.
- Sir Alexander de Balliol, que murió sin descendencia antes del 13 de noviembre de 1278.[3]
- Juan I de Escocia, competidor triunfante por a la Corona en 1292.
- Cecily de Balliol, esposa de John de Burgh, Knt., de Walkern, Hertfordshire.
- Ada de Balliol, esposa en 1266, William de Lindsay, de Lamberton.[4]
- William de Balliol, "Le Scott," padre de John LeScott.
- Margaret
- Eleanor de Balliol, esposa de Juan II Comyn, Señor de Badenoch.[5]
- Maud, esposa de Sir Bryan FitzAlan, Lord FitzAlan, de Bedale, Knt., (d. 1 de junio de 1306), que asumió el condado de Surrey como Guardián y Cuidador de Escocia para Eduardo I de Inglaterra.[6][7][8]

A causa de las muertes de sus tres hijos mayores, todos sin descendencia, el cuarto hijo de Dervorguilla y el mayor superviviente Juan de Escocia lanzó una reclamación a la corona en 1290 a la muerte de la Reina Margarita. Ganó en arbitraje contra su rival Robert Bruce, V Lord de Annandale en 1292, y posteriormente fue Rey de Escocia por cuatro años (1292–96).

## Tía y sobrina
No debe ser confundida con la hermana de su padre, Dervorguilla de Galloway, heredera de Whissendine, que se casó con Nicolas II de Stuteville. Su hija Joan de Stuteville se casó con Sir Hugh Wake, Lord de Bourne y Hugh Bigod (Justiciar). Su otra hija Margaret desposó a William de Mastac pero murió joven.